# 부산광역시의 국가등록문화유산
대한민국의 국가등록문화재 가운데 부산광역시에 있는 국가등록문화재는 다음의 목록과 같다.
| 번호  | 사진 | 명칭                                                                | 소재지                                                   | 관리자 (단체)    | 지정일                | 참조 |
| 41호  |      | 부산 임시수도 정부청사 (釜山 臨時首都 政府廳舍)                     | 부산 서구 구덕로 225 (부민동2가)                         | .                | 2002년 9월 13일 지정  |      |
| 302호 |      | 부산 송정역 (釜山 松亭驛)                                           | 부산 해운대구 송정중앙로8번길 60, 외 (송정동)            | .                | 2006년 12월 4일 지정  |      |
| 327호 |      | 부산 복병산배수지 (釜山 伏兵山配水池)                               | 부산 중구 샘길 10 (대청동1가)                            |                  | 2007년 7월 3일 지정   |      |
| 328호 |      | 부산 구 경남상업고등학교 본관 (釜山 舊 慶南商業高等學校 本館)       | 부산 서구 망양로33번길 12 (서대신동3가)                  | .                | 2007년 7월 3일 지정   |      |
| 329호 |      | 부산 구 남선전기 사옥 (釜山 舊 南鮮電氣 社屋)                       | 부산 서구 까치고개로 252 (토성동1가)                     | .                | 2007년 7월 3일 지정   |      |
| 330호 |      | 부산 수정동 일본식 가옥 (釜山 水晶洞 日本式 家屋)                   | 부산 동구 홍곡로 75 (수정동)                             | 문화유산국민신탁 | 2007년 7월 3일 지정   |      |
| 349호 |      | 부산 초량동 일본식 가옥 (釜山 草梁洞 日本式 家屋)                   | 부산 동구 고관로13번나길 22 (초량동)                     | (재)일맥문화재단 | 2007년 9월 21일 지정  |      |
| 359호 |      | 부산 재한유엔기념공원 (釜山 在韓UN紀念公園)                         | 부산 남구 유엔평화로 93 (대연동)                         | .                | 2007년 10월 24일 지정 |      |
| 376호 |      | 부산 구 성지곡수원지 (釜山 舊 聖知谷水源池)                         | 부산 부산진구 새싹로 295, 외 (초읍동)                    | .                | 2008년 7월 3일 지정   |      |
| 416호 |      | 디젤전기기관차 2001호 (디젤電氣機關車 2001號)                       | 부산 부산진구 범천동 1210 부산철도차량관리단             | 한국철도공사     | 2008년 10월 17일 지정 |      |
| 474호 |      | 광복군가집 제1집 (光復軍歌集 第1集)                                 | 부산 남구                                                | 한종수           | 2011년 8월 24일 지정  |      |
| 494호 |      | 부산 전차 (釜山 電車)                                               | 부산 서구 구덕로 225-00                                  | 동아대학교       | 2012년 4월 18일 지정  |      |
| 554호 |      | 해양조사연보 (海洋調査年報)                                         | 부산 기장군 기장읍 152-1 해안로 국립수산과학원           | 국립수산과학원   | 2013년 8월 27일 지정  |      |
| 568호 |      | 부산 경남고등학교 덕형관 (釜山 慶南高等學校 德馨館)                 | 부산 서구 동대신동3가 1-1, 49, 1-28                      | .                | 2013년 10월 29일 지정 |      |
| 573호 |      | 대한성공회 부산주교좌성당 (大韓聖公會 釜山主敎座聖堂)               | 부산 중구 대청로99번길 5-1 (대청동4가, 성공회주교좌성당) | .                | 2013년 10월 29일 지정 |      |
| 641호 |      | 부산대학교 구 본관 (釜山大學校 舊 本館)                             | 부산 금정구 장전동 40                                    | .                | 2014년 10월 30일 지정 |      |
| 642호 |      | 부산대학교 무지개문 및 구 수위실 (釜山大學校 무지개門 및 舊 守衛室) | 부산 금정구 장전동 40                                    | .                | 2014년 10월 30일 지정 |      |
| 647호 |      | 부산 구 백제병원 (釜山 舊 百濟病院)                                 | 부산 동구 중앙대로209번길 16 (초량동)                    | .                | 2014년 12월 26일 지정 |      |